# Волосы (фильм)
«Волосы» (англ. Hair) — киноверсия одноимённого мюзикла, вышедшая в 1979 году.

## Сюжет
Действие фильма разворачивается в конце 1960-х годов, в самый разгар движения хиппи. В одну из таких компаний «детей цветов», которые празднуют наступление эры Водолея, попадает молодой провинциальный парень Клод.
В Нью-Йорке, где и происходит действие фильма, он влюбляется в богатую девушку Шэйлу. У него есть всего одна ночь, чтобы добиться взаимности. Здесь ему помогает компания хиппи: Бергер, Джинни, Вуф и Хад, попутно Клод знакомится с действием гашиша, марихуаны, ЛСД.
На фоне всеобщего веселья и беззаботности в сообществах хиппи другую часть американцев напрямую затрагивает война во Вьетнаме. Клода призывают во Вьетнам, но друзья отправляются навестить его на военную базу…

## В ролях
- Джон Сэвидж — Клод Буковски
- Трит Уильямс — Джордж Бергер
- Беверли Д’Анджело — Шейла Франклин
- Энни Голден — Джинни Райан
- Дорси Райт — Лафайет (Худ)
- Дон Дакус — Вуф
- Шерил Барнс — невеста Худа
- Ричард Брайт — Фентон
- Николас Рэй — генерал
- Шарлотта Рэй — леди в розовом
- Майкл Джетер — Шелдон

## Награды и номинации
В 1979 году Милош Форман получил премию «Давид» в категории «Лучшая работа иностранного режиссёра», а Галт МакДермонт в категории «Лучший саундтрек». В 1980 году Милош Форман был номинирован на премию «Сезар» в категории «Лучший иностранный фильм», также фильм получил номинацию на «Золотой глобус» в категориях «Лучший художественный фильм (комедия или мюзикл)» и «Актёр — открытие года» (Трит Уильямс). Фильм был показан на Каннском фестивале 1979 года вне конкурсной программы.

## Различия между мюзиклом и фильмом
| Оценки критиков | Оценки критиков |
| Источник        | Оценка          |
| --------------- | --------------- |
| RPM             | без оценки      |

В фильме Клод знакомится с Бергером и остальными хиппи за несколько дней до отъезда в армию, он обычный провинциальный парень. В мюзикле Клод — член компании хиппи, уже какое-то время знающий Бергера и других.
Кинообраз Шейлы также сильно отличается от театрального. В спектакле Шейла — хиппи и студентка-активистка, влюблённая в Бергера. В фильме она примерная девушка, дочь состоятельных родителей, которая не сразу примыкает к хиппи. Шейла проявляет некоторый интерес к Бергеру, но всё же в конце концов влюбляется в Клода.
Кроме того, в киноверсии отсутствует любовная линия между Клодом и Джинни.
В мюзикле полностью отсутствует линия с подменой Клода на Бергера. В конце спектакля Клод покидает друзей и едет во Вьетнам, где погибает. В фильме же Бергер под видом Клода едет во Вьетнам и погибает.
В ленте Милоша Формана Клод исполняет меньше партий, чем в мюзикле, часть его композиций перешла Бергеру.
В фильме нет нескольких песен из мюзикла, тексты некоторых сокращены.